# Cyperus coronarius
Cyperus coronarius är en halvgräsart som först beskrevs av Vahl, och fick sitt nu gällande namn av Carl Sigismund Kunth. Cyperus coronarius ingår i släktet papyrusar, och familjen halvgräs.
Artens utbredningsområde är Bangladesh. Inga underarter finns listade i Catalogue of Life.